# Chiesa di San Michele Arcangelo (Brindisi)
La Chiesa Rettoria San Michele Arcangelo, conosciuta anche come Scuole Pie, è una chiesa cattolica del XVII secolo situata in Via G. Tarantini, 37a a Brindisi.

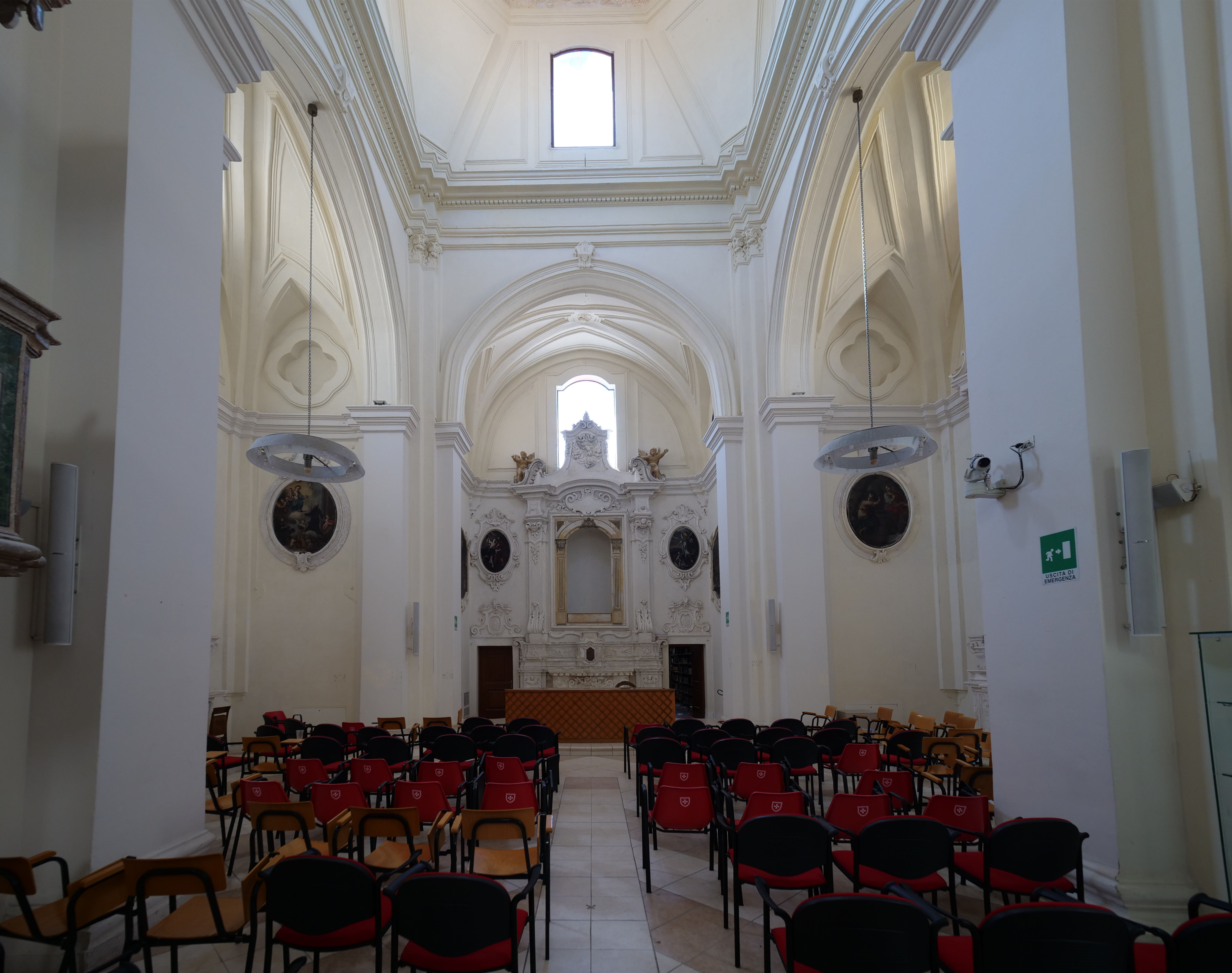
La chiesa Rettoria di San Michele Arcangelo - Scuole Pie. Una delle chiese storiche di Brindisi, esistenti dal XVII (17) secolo

## Storia
La chiesa di San Michele Arcangelo - Complesso delle Scuole Pie viene riconosciuta come chiesa durante il XVII secolo per volere dell’arcivescovo Francesco de Estrada, che, a proprie spese, acquistò l’edificio utilizzato come punto d’incontro dei Chierici delle scuole Pie, chiamati Scolopi, arrivati a Brindisi il 27 gennaio del 1664 con lo scopo di incaricarsi dell’educazione pubblica. Assieme alla chiesa il padre acquistò anche i locali dell’ex monastero dei celestini della grancia di Mesagne, il dormitorio con il cortile e il pozzo. Qui i padri e, in primis, Pompilio Maria Pirrotti insegnavano a scrivere e a leggere agli studenti, ma il luogo fu anche utilizzato come dormitorio e infine come carcere fino al 1937. Vi studiarono personaggi famosi, come l’arcivescovo Annibale De Leo, il cartografo Benedetto Marzolla e il naturalista Teodoro Monticelli.

## Struttura
Inizialmente questa chiesa fu ampliata, grazie a Francesco De Estrada, con l’aggiunta di quattro cappelle laterali e successivamente la cupola a mattonelle policrome. Sul portale vi è lo stemma dell’ordine voluto da san Giuseppe Calasanzio, assieme all'indicazione della data, 1664, in cui prese avvio l’attività d’insegnamento.
Dopo gli ultimi restauri del 2004, l’edificio è rimasto di proprietà dell'arcidiocesi di Brindisi-Ostuni  e a tutt’oggi utilizzato come spazio espositivo di una delle sezioni del Museo Diocesano “G. Tarantini”, quella archeologica.